# Aedes pagei
Aedes pagei är en tvåvingeart som först beskrevs av Frank Ludlow 1911.  Aedes pagei ingår i släktet Aedes och familjen stickmyggor.
Artens utbredningsområde är Filippinerna. Inga underarter finns listade i Catalogue of Life.